# Cranbrook Academy of Art
La Cranbrook Academy of Art fu una scuola dedicata all'arte applicata e all'artigianato fondata dal magnate ed editore George G. Booth e diretta da Eliel Saarinen nel 1925.
La scuola nacque nello Stato del Michigan, Stati Uniti, nella residenza di campagna di Booth. Saarinen e Booth insieme crearono nella residenza di Cranbrook un luogo dove architetti, artisti ed artigiani potevano risiedere e lavorare liberamente. A tal fine, dotarono la tenuta di studi, laboratori, scuole ed abitazioni (il tutto organicamente progettato da Saarinen) e fu reso assai vivo dalle esperienze che si condussero per qualche decennio.

## Storia
L'Accademia viene fondata dal magnate George G. Booth il quale chiede all'architetto finlandese Eliel Saarinen di progettare il campus ed esserne il primo direttore.
Cranbrook è concepito come una istituzione in gli artisti avrebbero potuto vivere, esplorare, imparare e condividere. Secondo Eliel Saarinen, "non era una scuola d'arte nel senso ordinario. È un posto di lavoro per i creativi". Sotto la direzione di Saarinen, la scuola si concentra sull'importanza dell'artigianato e dell'arte nell'epoca della macchina. Gli studenti imparano diverse discipline, che vanno dalla tessitura alla lavorazione dei metalli, per avere un senso più completo di materiale e struttura.
Tra gli studenti celebri della scuola vi è Florence Knoll nata Schust, rimasta orfana all'età di 12 anni, che dimostra subito un precoce interesse per diventare architetto così viene iscritta alla Kingswood School nel campus di Cranbrook. Presto conosce Eliel Saarinen che la prende immediatamente in simpatia, tanto che spesso è ospite della famiglia Saarinen e trascorre con loro le vacanze. Questa frequentazione dà la possibilità a Florence di godere della compagnia di molti grandi architetti e designer contemporanei. Nel 1934, dopo aver completato gli studi alla Kingswood School, Florence si iscrive a Cranbrook. Tra i suoi compagni di studi ci saranno Eero Saarinen e Charles Eames. In seguito la donna fu a capo dell'azienda di arredamento Knoll